# Microtus schelkovnikovi
Microtus schelkovnikovi es una especie de roedor de la familia Cricetidae.

## Distribución geográfica
Se encuentra en Azerbaiyán y Irán. 